# Gleiswendel

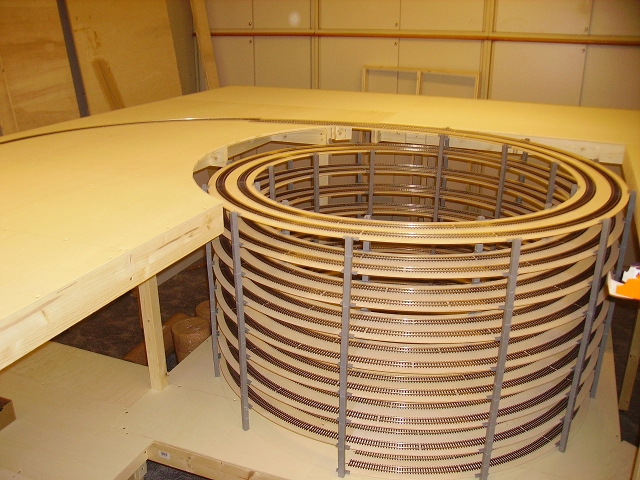

Als Gleiswendel wird im Modelleisenbahnbau eine Gleisfigur bezeichnet, die zur Überwindung von Höhenunterschieden eines Gleisverlaufs auf begrenztem Raum dient. Hierzu wird das Gleis in Vollkreisen mit gleichmäßiger, geringer Steigung verlegt, ähnlich einer Schraube. 
Das Konzept ist bei der Eisenbahn als Kreiskehrschleifen und Kreiskehrtunneln bekannt. Allerdings wird dabei seltener mehr als ein Vollkreis durchfahren.
Aus der vom Triebfahrzeug erreichten Zugkraft ergibt sich die maximale Steigung, das nötige Lichtraumprofil ergibt den Höhenunterschied zwischen den Gleiswindungen. Daraus lässt sich der minimale Kreisumfang berechnen. Meist wird die Trassenführung in einem geschlossenen Baukörper ausgeführt, bei großen Höhenunterschieden wie in Gebirgsszenarien auch als eigenständige Konstruktion. Gleiswendeln können insbesondere eingesetzt werden, um Schattenbahnhöfe zu erreichen.